# Hollingstedt, Dithmarschen
Hollingstedt là một đô thị thuộc huyện Dithmarschen, trong bang Schleswig-Holstein, nước Đức. Đô thị Hollingstedt, Dithmarschen có diện tích 9,72 km², dân số thời điểm 31 tháng 12 năm 2006 là 329 người.